# Jörg Kraemer (Orientalist)
Jörg Kraemer (* 20. Dezember 1917 in Stuttgart; † 26. September 1961 in Erlangen) war ein deutscher Orientalist und Hochschullehrer.

## Wirken
Jörg Kraemer legte seine Reifeprüfung 1936 am Gymnasium in Ulm ab. Nach dem Arbeits- und Wehrdienst studierte er seit dem Wintersemester 1938/39 an der Universität München Geschichte, Orientalistik und Slawistik. Es folgte der Kriegsdienst als Pilot bei der Luftwaffe. Seit dem Wintersemester 1946/47 studierte er dann an der Eberhard-Karls-Universität Tübingen Orientalistik, Geschichte und Philosophie und promovierte hier 1949 bei Enno Littmann. Von 1947 bis 1950 war er als wissenschaftlicher Hilfsarbeiter an der Universitätsbibliothek Tübingen tätig. Hier arbeitete er am Nachlass des Orientalisten Theodor Nöldeke. Aus dessen Arbeiten und Materialsammlungen ging das „Wörterbuch der Klassischen Arabischen Sprache“ hervor, das 1957 im Druck zu erscheinen begann und von Manfred Ullmann erarbeitet wurde.
Nachdem sich Kraemer 1949 an der Universität Tübingen habilitiert hatte, war er hier von 1950 bis 1956 als Dozent für Arabistik und Islamwissenschaft tätig. Von 1957/58 bis zu seinem frühen Tod nahm er eine Professur für Islamkunde und orientalische Sprachen an der Universität Erlangen wahr.
Sein Nachlass befindet sich in der Universitätsbibliothek Tübingen (Signatur: Mn 15).

## Schriften (Auswahl)
- Der Sturz des Königreichs Jerusalem (583/1187) in der Darstellung des Imad ad-Din al-Katib al-Isfahani. Harrassowitz, Wiesbaden 1952 (Dissertation Universität Tübingen).
- Studien zur altarabischen Lexikographie. Nach Istanbuler und Berliner Handschriften. In: Oriens, Jg. 6 (1953), H. 2, S. 201–238.
- Theodor Nöldekes Belegwörterbuch zur klassischen arabischen Sprache. Lfg. 1 und 2. De Gruyter, Berlin 1952–1954.
- Attempto in einem schwäbischen Wiegendruck. In: Attempto, H. 4 (1954), S. 45–48.
- August Fischers Sammlungen zum arabischen Lexikon. In: Zeitschrift der Deutschen Morgenländischen Gesellschaft, N.F., Bd. 30 (1955), S. 81–105.
- (Bearb.): Persische Miniaturen und ihr Umkreis. Buch- und Schriftkunst arabischer, persischer, türkischer und indischer Handschriften aus dem Besitz der früheren Preußischen Staats- und der Tübinger Universitätsbibliothek; Ausstellung vom 31. Mai bis 20. Juni 1956. Laupp, Tübingen 1956.
- Arabische Homerverse. In: Zeitschrift der Deutschen Morgenländischen Gesellschaft, N.F., Bd. 31 (1956), S. 259–316.
- Das arabische Original des pseudo-aristotelischen Liber de Pomo. In: Studi orientalistici in onore di Giorgio Levi della Vida. Bd. 1. Istitito per l’Oriente. Rom 1956, S. 484–506.
- Die Azhar-Universität in Kairo und ihre heutige geistige Bedeutung. In: Zeitschrift für Religions- und Geistesgeschichte, Jg. 10 (1958), H. 4, S. 364–386.
- Das Problem der islamischen Kulturgeschichte. Niemeyer, Tübingen 1959.
- Islamische und abendländische Kultur. Unterschiede und Wechselwirkungen. In: Rudi Paret (Hrsg.): Die Welt des Islam und die Gegenwart. Kohlhammer, Stuttgart 1961, S. 64–83.
- Der islamische Modernismus und das griechische Erbe. In: Der Islam. Zeitschrift für Geschichte und Kultur des islamischen Orients, Jg. 38 (1962), H. 1/2, S. 1–26.